# Notre Dame de Nice

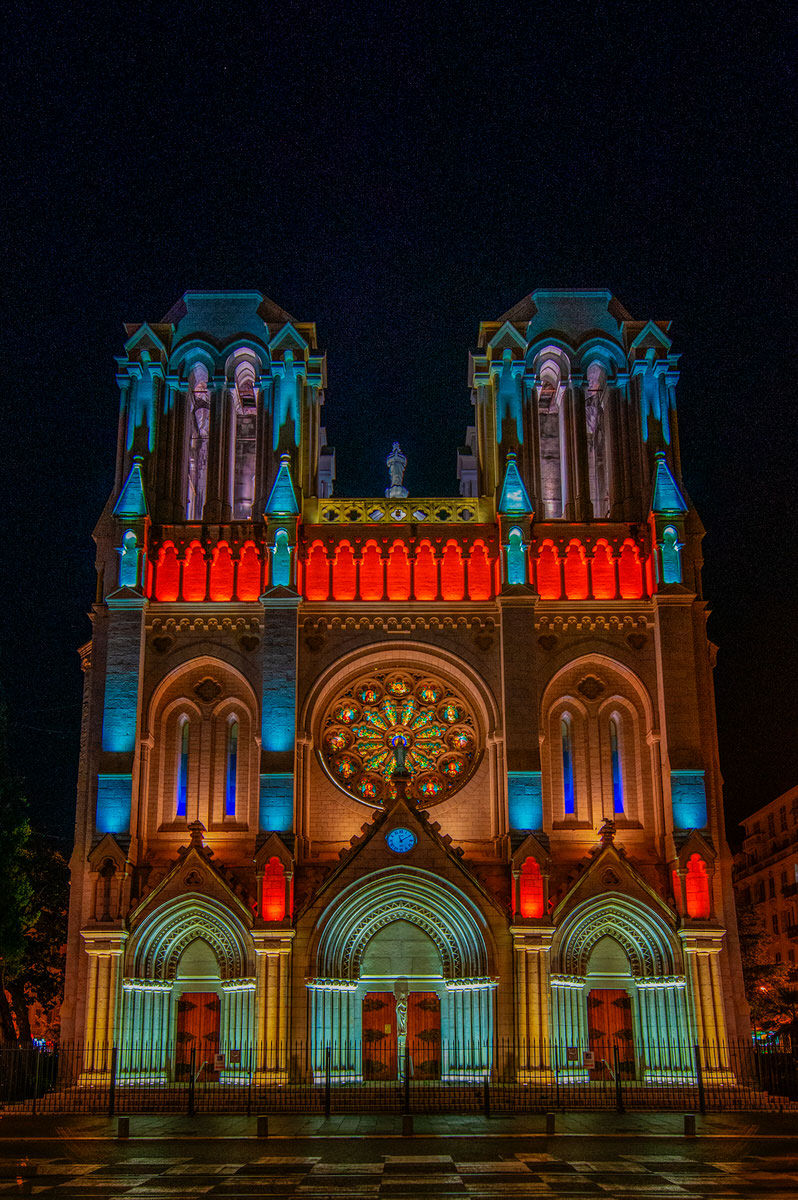
Notre Dame de Nice i nattljus.

Kyrkan Notre-Dame de Nice (franska: Basilique Notre-Dame de Nice) är en romersk-katolsk kyrkobyggnad belägen i centrala Nice, Frankrike, vid Avenue Jean Médecin(fr). Kyrkan är uppförd i nygotisk stil.
Kyrkan uppfördes mellan 1864 och 1868 efter ritningar av arkitekten Louis Lenormand(fr) och är den största kyrkan i Nice, men huvudkyrkan är katedralen i Nice.
Bygget av kyrkan hämtade sin inspiration från katedralen i Angers, och den är uppförd i en gotisk stil. Uppförandet motiverades av en önskan om att ge staden en fransk prägel efter att regionen Nice införlivades i Frankrike efter att tidigare ha tillhört kungariket Sardinien. Vid denna tid ansågs gotiska byggnader representera franska stilideal. Den kännetecknas bland annat av de två fyrkantiga tornen med en höjd på 65 meter, som dominerar den östra fasaden med ett stort rosettfönster med motiv från Jungfru Marie himmelsfärd.
Vid ett terrordåd den 29 oktober 2020 dödades 3 personer inne i kyrkan av en islamistisk terrorist.